# جيرارد دافيسون
جيرارد دافيسون (بالإنجليزية: Gerard Davison)‏ هو سياسي أيرلندي، ولد في 1967، وتوفي في 5 مايو 2015 ببلفاست في المملكة المتحدة.